# Паньківський Степан
Паньківський Степан-Іван (6 липня 1899, Львів, Королівство Галичини і Володимирії, Австро-Угорщина — березень 1919, між с. Родатичі та с. Вовчухи, ЗОУНР, Українська Народна Республіка (сучасне місцезнаходження сіл Городоцький р-н Львівської обл., Україна)) — український військовик. Вояк Легіону Українських Січових Стрільців, який під час Листопадового чину у Львові 1 листопада 1918 року з групою стрільців УСС встановив на міській ратуші синьо-жовтий український прапор, що означало проголошення Української держави — пізніше ЗУНР — на землях Східної Галичини та Буковини. Згодом вояк Української Галицької армії.

## Життєпис
Народився у Львові 6 липня 1899 року. Член Пласту на Філії Академічної гімназії у Львові. Член таємної «Драгоманівської організації молодіжі». Після закінчення гімназії (1917 р.) вступив до Леґіону Українських січових стрільців (УСС), вістун. Навчався у Львівській політехніці. Під час Листопадового чину сотник Дмитро Вітовський вручив вістуну УСС Степану Паньківському (з ним були також стрілець Лев Ґец, підхорунжий Зенон Русин, учень гімназії Микола Коник і стрілець Микола Пачовський) український національний прапор, який пошила дружина директора «Народної Торгівлі» Марія Лазорко і принесла до штабу Центрального Військового Комітету, і дав наказ закріпити його на шпилі міської ратуші, який було виконано. Згодом стає поручником в УГА. У березні 1919 році між с. Родатичі та с. Вовчухи (сучасне місцезнаходження сіл Городоцький р-н Львівської области, Україна) загинув у бою з поляками — знайдений убитим на залізничному насипі.

## Родина
- Батько: Паньківський Кость (старший) — член-засновник наукового Товариства ім. Т. Шевченка.[5]
- Мати: Осипа з Федаків доводилася рідною сестрою Степанові Федаку, який був головою знаної у Львові родини, тестем полковників Євгена Коновальця й Андрія Мельника.[5]
- Брат: Паньківський Кость (молодший) — голова уряду УНР в екзилі.[5]
- Стрийко: Северин Паньківський — український актор.

## Вшанування пам'яті
- На честь Степана Паньківського названо вулицю у Львові.
- Зображений на постаменті пам'ятника Героям Листопадового чину у Львові.